# French-African Foundation
Pour les articles homonymes, voir FAF.
La French-African Foundation (FAF), est une association qui s'est donnée pour mission d’identifier, de rassembler et de valoriser les talents les plus prometteurs sur la scène économique, politique, universitaire, sociale et culturelle franco-africaine. La fondation soutient ainsi le potentiel de leadership et de management de ses jeunes talents, notamment à travers son programme Young Leaders. 

## Création
Établie en février 2019, la French-African Foundation a été cofondée par Alexandre Coster, Khaled Igué, Grégoire Schwebig, Marion Scappaticci et Yvonne Mburu afin de créer un réseau de jeunes Africains et Français œuvrant sur l’Afrique et partageant « des valeurs et des intérêts dans une relation décomplexée ». Ainsi la fondation vise à favoriser la rencontre de visions, de projets et de financements, entre une « nouvelle génération » et des grands acteurs des relations franco-africaines. L'association se veut « un catalyseur » et « un accélérateur de carrière et de parcours pour les Young Leaders » pour participer à l’émergence d'un nouveau modèle de société en France et en Afrique.

## Young leaders
Lancé en 2019 dans le sillage du programme Young Leaders de la Fondation AfricaFrance, initiative lancée en 2017 par le Béninois Lionel Zinsou avec l'appui des pouvoirs publics français, le programme Young leaders de la fondation offre la possibilité à ses lauréats de participer à deux séminaires de formation. Ces séminaires se déroulent respectivement en France et en Afrique et proposent aux lauréats de développer leur leadership, d'échanger avec des hauts dirigeants des secteurs publics et privés, ainsi que de réfléchir avec eux à des thématiques-clés. 
Présélectionnés par les membres de la French-African Foundation, les candidats s’entretiennent avec les jurés du comité de sélection. Ce comité, réunissant des personnalités franco-africaines issues des secteurs privé et public, évaluent les profils présélectionnés sur la base de critères objectifs. Les candidats doivent être franco-africains, âgés de 28 à 40 ans et sont sélectionnés en respectant une parité hommes-femmes. L’appel à candidatures pour la promotion 2019 a reçu plus de 2 000 candidatures.
En 2019, la 1ere promotion, sous le double patronage du président de la République française, Emmanuel Macron, et de la République du Ghana, Nana Akufo-Addo, réunit 30 décideurs franco-africains lors d'un séminaire à Paris puis à Accra.
En 2020, dans le contexte de la crise sanitaire, la French-African Foundation suspend son appel à candidatures Young Leaders pour l'année.
En 2021, la French-African Foundation relance le programme Young Leaders et amplifie son dispositif. L’effectif est triplé et compte 100 profils vus comme prometteurs et évoluant sur la scène économique, politique, associative, culturelle et sportive,. La promotion 2021, porte un « projet de promotion », constitué d'un livre blanc proposant des recommandations opérationnelles à destination de décideurs nationaux et internationaux, des secteurs privé et public. Cette promotion a pour parrain le président sénégalais Macky Sall.

## Organisation

### Cofondateurs
- Alexandre Coster
- Khaled Igué
- Grégoire Schwebig
- Marion Scappaticci
- Yvonne Mburu

### Conseil d’orientation
La fondation est accompagnée par un conseil d’orientation au sein duquel siègent :
- Thierry Déau, fondateur et PDG de Meridiam
- Pauline Duval, directrice générale de Duval Group
- Cathia Lawson, responsable de la Banque d'investissements pour l'Afrique Société générale
- Acha Leke, associé senior chez McKinsey
- Philippe Lacoste, directeur du développement durable au ministère de l’Europe et des Affaires étrangères
- Rémy Rioux, directeur général de l’Agence française de développement

### Partenaires
La French-African Foundation est soutenue par des partenaires des secteurs privé et public : l’Agence française de développement, le ministère de l'Europe et des Affaires étrangères, le Groupe Duval, Meridiam, la Société générale, l’Essec, Concerto et Egon Zehnder.